# Чарльз Ровен
Чарльз Ровен (англ. Charles Roven, нар. 2 серпня 1949) — американський кінопродюсер. Відомий як кінопродюсер трилогії фільмів про Бетмена Крістофера Нолана. Президент та співзасновник кінокомпанії Atlas Entertainment. Має номінацію на премію «Оскар» за фільм «Американська афера».

## Біографія
Чарльз Ровен народився в єврейській родині в Лос-Анджелесі. Мав дружні стосунки з Діном Полом Мартіном, відомим американським актором, тенісистом і військовим льотчиком, котрий помер через декілька днів після народження доньки Чарльза Ровена. Разом зі своєю першою дружиною Доун Стіл заснував кінокомпанію Atlas Entertainment, вона стала однією з перших жінок в Голлівуді, що змогла запустити власну студію.

## Особисте життя
В 1985 році одружився з продюсером Доун Стіл, котра померла в 1997 році від пухлини головного мозку. Після її смерті одружився зі Стефані Хаймс, донькою Діка Хаймса та Френ Джефріс. Має доньку від шлюбу з Доун Стіл, котра народилася в 1987 році і її звати Ребека Стіл Ровен.

## Фільмографія
| Рік  | Українська назва                               | Роль                  |
| ---- | ---------------------------------------------- | --------------------- |
| 1973 | Some Call It Loving                            | Асоціативний продюсер |
| 1983 | Серце неначе колесо                            | Продюсер              |
| 1987 | Зроблені в США                                 | Продюсер              |
| 1989 | Красунчик Джонні                               | Продюсер              |
| 1989 | Кров героїв                                    | Продюсер              |
| 1990 | Чоловік-кадилак                                | Продюсер              |
| 1992 | Кінцевий аналіз                                | Продюсер              |
| 1995 | Ангус                                          | Продюсер              |
| 1995 | 12 мавп                                        | Продюсер              |
| 1998 | Той, що занепав                                | Продюсер              |
| 1998 | Місто янголів                                  | Продюсер              |
| 1999 | Три королі                                     | Продюсер              |
| 2002 | Роллербол                                      | Продюсер              |
| 2002 | Скубі-Ду                                       | Продюсер              |
| 2003 | Куленепробивний чернець                        | Продюсер              |
| 2004 | Скубі-Ду 2: Монстри на волі                    | Продюсер              |
| 2005 | Бий і кричи                                    | Виконавчий продюсер   |
| 2005 | Бетмен: Початок                                | Продюсер              |
| 2005 | Брати Грімм                                    | Продюсер              |
| 2006 | Моє життя в Айдлвайлді                         | Продюсер              |
| 2007 | Смерть в ефірі                                 | Продюсер              |
| 2008 | Пограбування на Бейкер-стріт                   | Продюсер              |
| 2008 | Будь кмітливим                                 | Продюсер              |
| 2008 | Будь кмітливим. Брюс і Ллойд: Без гальм        | Продюсер              |
| 2008 | Темний лицар                                   | Продюсер              |
| 2009 | Інтернаціональ                                 | Продюсер              |
| 2011 | Час відьом                                     | Продюсер              |
| 2012 | Темний лицар повертається                      | Продюсер              |
| 2013 | Людина зі сталі                                | Продюсер              |
| 2013 | Американська афера                             | Продюсер              |
| 2016 | Бетмен проти Супермена: На зорі справедливості | Продюсер              |
| 2016 | The Whole Truth                                | Виконавчий продюсер   |
| 2016 | Warcraft: Початок                              | Продюсер              |
| 2016 | Загін самогубців                               | Продюсер              |
| 2016 | Велика стіна                                   | Продюсер              |
| 2017 | Диво-жінка                                     | Продюсер              |
| 2017 | Ліга справедливості                            | Продюсер              |
| 2019 | Потрійний кордон                               | Продюсер              |
| 2020 | Скубі-Ду                                       | Виконавчий продюсер   |
| 2020 | Диво-жінка 1984                                | Продюсер              |
| 2021 | Ліга справедливості Зака Снайдера              | Продюсер              |
| 2021 | Загін самогубців 2                             | Продюсер              |
| 2022 | Uncharted                                      | Продюсер              |
| 2023 | Оппенгеймер                                    | Продюсер              |
| 2025 | Супермен: Спадщина                             | Продюсер              |
| 2026 | Милосердя                                      | Продюсер              |

## Нагороди та номінації
| Рік  | Назва                        | Нагорода                   | Номінована робота    | Результат |
| ---- | ---------------------------- | -------------------------- | -------------------- | --------- |
| 2014 | «Оскар»                      | Найкращий фільм            | «Американська афера» | Номінація |
| 2018 | «Премія Девіда О. Сельзніка» | Премія Девіда О. Сельзніка | -                    | Перемога  |